# Rancho Grande (Nicarágua)
Rancho Grande é um município da Nicarágua, situado no departamento de Matagalpa. Tem 598 km² de área e sua população em 2020 foi estimada em 42.435 habitantes.